# Peter Schneider (scrittore)
Peter Schneider (Lubecca, 21 aprile 1940) è uno scrittore e sceneggiatore tedesco.

## Biografia
Figlio di un direttore d'orchestra e compositore, trascorse i suoi primi anni a Königsberg e in Sassonia. Dopo aver conseguito il suo Abitur nel 1959 studiò Tedesco, Storia e Filosofia alle università di Friburgo e Monaco. Nel 1962 continuò i suoi studi alla Università Libera di Berlino. Nella campagna per le elezioni federali del 1965 lavorò assieme ad altri scrittori per l'ufficio elettorale del Partito Socialdemocratico Tedesco.
Nel corso degli anni sessanta fu uno dei portavoce e degli organizzatori del movimento studentesco di Berlino e si impegnò nel coinvolgimento politico del proletariato e della classe lavoratrice. Nel corso di questa esperienza Schneider lavorò temporaneamente come operaio in una delle industrie Bosch. Più tardi insegnò in una scuola privata collaborando anche come freelance in radio e televisione. Si laureò nel 1972, ma nel 1973 il rettorato di Berlino si rifiutò di nominarlo docente tirocinante a causa della sua attività politica. Questa decisione venne ribaltata soltanto nel 1976 da una sentenza della corte di Berlino. Essendosi nel frattempo affermato come scrittore, Schneider rinunciò all'insegnamento. 
Il suo romanzo Lenz, pubblicato nel 1973, è diventato un testo di culto per la sinistra, cristallizzando la disillusione per il fallimento dei movimenti studenteschi a cui egli stesso aveva partecipato. Da allora, Peter Schneider ha scritto romanzi, racconti e sceneggiature, su temi cruciali della società contemporanea e altre opere che affrontano la situazione di Berlino di prima e dopo la riunificazione tedesca. Schneider è anche un affermato e prolifico saggista.
È membro del PEN Club tedesco. Ha ottenuto una borsa di studio Villa Massimo (1979) che lo ha portato a trascorrere un anno a Roma, e la Förderpreis für Literatur des Kulturkreises of the Bundesverband der Deutschen Industrie (1983).
Schneider è stato più volte visiting professor o scrittore in residenza presso università degli Stati Uniti tra cui Stanford, Harvard e Princeton. Dal 2001, è stato Roth Distinguished Writer-in-Residence presso la Georgetown University. Vive a Berlino.
Il suo ultimo romanzo è Die Lieben meiner Mutter (in Italia: Gli amori di mia madre, L'orma editore 2015).

## Opere
- Ansprachen, Berlin 1970
- Kulturrevolution, Gravenhage 1973
- Lenz, Berlin 1973 (Lenz: racconto, Feltrinelli, traduzione di Renato Pedio, 1975)
- Schon bist du ein Verfassungsfeind, Berlin, 1975 (Nemico della costituzione: l'inatteso gonfiarsi del fascicolo personale dell'insegnante Kleff, Feltrinelli, traduzione di Renato Pedio, 1977)
- Atempause, Reinbek bei Hamburg 1977
- Die Wette, Berlin 1978
- Messer im Kopf, Berlin, 1979 (Il coltello in testa: sceneggiatura del film, Feltrinelli, traduzione di Renato Pedio, 1978)
- Der Mauerspringer, Darmstadt u. a., 1982 (Il saltatore del Muro, SugarCo, traduzione di Lidia Castellani, 1991)
- Vati, Darmstadt u. a., 1987 (Papà, E/O, traduzione di Simonetta D'Alessandro, 1988; 2002)
- Deutsche Ängste, Darmstadt 1988
- Extreme Mittellage, Reinbek bei Hamburg, 1990 (Dopo il muro, Sperling & Kupfer, traduzione di Umberto Gandini, 1992)
- Wie die Spree in den Bosporus fließt, Berlin 1991 (con Aras Ören)
- Paarungen, Berlin, 1992 (Accoppiamenti, Garzanti, traduzione di Lidia Castellani, 1994)
- Vom Ende der Gewißheit, Berlin 1994
- Das Versprechen oder Die Jahre der Mauer, Berlin 1995 (con Margarethe von Trotta)
- Eduards Heimkehr, Berlin, 1999
- Skylla, Berlin, 2005
- Rebellion und Wahn. Mein '68, Kiepenheuer & Witsch, Köln 2008 e Kiwi-Taschenbuch, 2010
- Die Lieben meiner Mutter, Kiepenheuer & Witsch, Köln 2013 (Gli amori di mia madre, traduzione di Paolo Scotini, L'orma editore, Roma 2015, ISBN 978-88-980-3857-2)
- An der Schönheit kann's nicht liegen…, Kiepenheuer & Witsch, Köln 2015

## Filmografia parziale
- Il coltello in testa (Messer im Kopf), regia di Reinhard Hauff (1978)
- Der Mann auf der Mauer, regia di Reinhard Hauff (1982)
- Pestalozzis Berg, regia di Peter von Gunten (1989)
- La promessa (Das Versprechen), regia di Margarethe von Trotta (1995)